# Катков Павло Валерійович
Павло Валерійович Катков (нар. 29 червня 1981, Владивосток) — український футболіст, який грав на позиції захисника. Відомий за виступами у низці українських клубів різних ліг, найбільш відомий за виступами у складі сімферопольської «Таврії» у вищій українській лізі.

## Клубна кар'єра
Павло Катков розпочав займатися футболом у ДЮСШ при клубі «Кривбас». У 1998 році Каткова запросили до професійної команди клубу, проте протягом чотирьох років він грав виключно за другу команду клубу. У 2002 році Павло Катков перейшов до команди першої ліги «Арсенал» з Харкова, де грав протягом двох з половиною років, окрім початку 2003 року, який він провів у оренді в клубі другої ліги «Сталь» з Дніпродзержинська. На початку 2005 року Катков перейшов до команди вищої української ліги «Таврія» з Сімферополя. У команді дебютував 22 травня 2005 року в матчі з київським «Арсеналом», вийшовши на заміну замість Олександра Поклонського. Проте цей матч виявився для футболіста єдиним у основному складі команди, і він у міжсезоння вирішує змінити клуб. Спочатку Катков їздив на перегляд до луганської «Зорі», проте не підійшов цьому клубу, і пізніше вдруге в своїй біографії став гравцем кам'янської «Сталі». У 2006 році футболіст зіграв 1 матч за сумський «Спартак», а на початку 2007 року їздив на перегляд для можливого продовження кар'єри у вірменському клубі «Бентоніт», проте команда припинила існування, й Каткову так і не вдалось зіграти за вірменський клуб.
На початку сезону 2007—2008 років Павло Катков повернувся до «Таврії», проте так і не зігравши жодного матчу в сезоні, футболіст покинув команду після завершення сезону. На початку сезону 2008—2009 років Катков грав за криворізький «Гірник», а в другій половині сезону за клуб «Суми». Надалі до кінця 2010 року футболіст грав виключно за аматорські клуби.